# Starship Troopers (Film)
Starship Troopers ist ein amerikanischer Military-Science-Fiction-Actionfilm des Regisseurs Paul Verhoeven aus dem Jahr 1997. Der Film basiert auf Robert A. Heinleins gleichnamigen Roman des Jahres 1959, unterscheidet sich von diesem aber maßgeblich durch das Setzen satirischer Schwerpunkte und einen zeitgenössischeren Hintergrund. Er entwickelte sich in den darauffolgenden Jahren zum Kultfilm. Der Film startete am 29. Januar 1998 in den deutschen Kinos.

## Handlung
In der Zukunft lebt die gesamte Menschheit vereint unter einer militärischen Weltregierung, der in Genf tagenden Föderation. Deren interaktives Medium ist der Weltkanal „FedNet“, wo um neue Rekruten für die mobile Infanterie geworben wird. Im Anschluss folgt eine Live-Reportage über die Invasion des „Bugplaneten“. Der berichtende Reporter wird dabei von einem anstürmenden „Bug“ getötet.
Es folgt ein Zeitsprung um ein Jahr zurück. Eine Gruppe Klassenkameraden steht vor ihrem Schulabschluss. Johnny Rico und Carmen Ibanez sind ein Paar. Isabel „Dizzy“ Flores macht Johnny dennoch Avancen und wird von diesem zurückgewiesen. Carl Jenkins und Carmen sind entschlossen, zum Militär zu gehen: Carl will seine telepathischen Fähigkeiten weiterentwickeln, Carmen will Raumpilotin werden. Rico will vor allem Carmen beeindrucken. Die Eltern von Rico sind gegen eine militärische Karriere des Sohns. Bei einem Rugby-Spiel gerät Rico mit Zander Barcalow aneinander, welcher mit Carmen flirtet und diese mit seinem Vorhaben beeindruckt, auf die Flottenakademie zu gehen. Für Carl geht es zum militärischen Geheimdienst und für Carmen zur Flottenakademie auf den Mond. Für Rico geht es zur Grundausbildung der mobilen Infanterie ins Ausbildungslager „Camp Currie“. Zu seiner Überraschung trifft er auf Dizzy, die sich gezielt dorthin beworben hat. Er weist sie erneut zurück. Ausbilder ist der unerbittliche Sergeant Zim. Rico bewährt sich und wird zum Gruppenführer befördert.
Carmen beendet in einer Videobotschaft die Beziehung zu Rico, weil sie Berufssoldatin werden will. Ihr fortführender Flugausbilder wird Zander Barcalow, der sich dazu hat bestimmen lassen. Beide kommen sich in weiterer Folge näher. Sie werden von Captain Deladier belobigt, als sie während eines Asteroidenangriffs der „Bugs“ eine Schiffskatastrophe abwenden.
Rico wird dagegen nach einem tödlichen Übungsunfall degradiert und ausgepeitscht. Als er seinen Eltern über Videotelefonat mitteilt, nach Hause kommen zu wollen, bricht die Verbindung ab. Auf seinem Weg aus dem Camp trifft eine Meldung über einen Asteroidenangriff ein: Die „Bugs“ haben Ricos Heimatstadt Buenos Aires ausgelöscht. Seine Eltern sind tot. Rico entscheidet sich, seinen Dienst fortzusetzen.

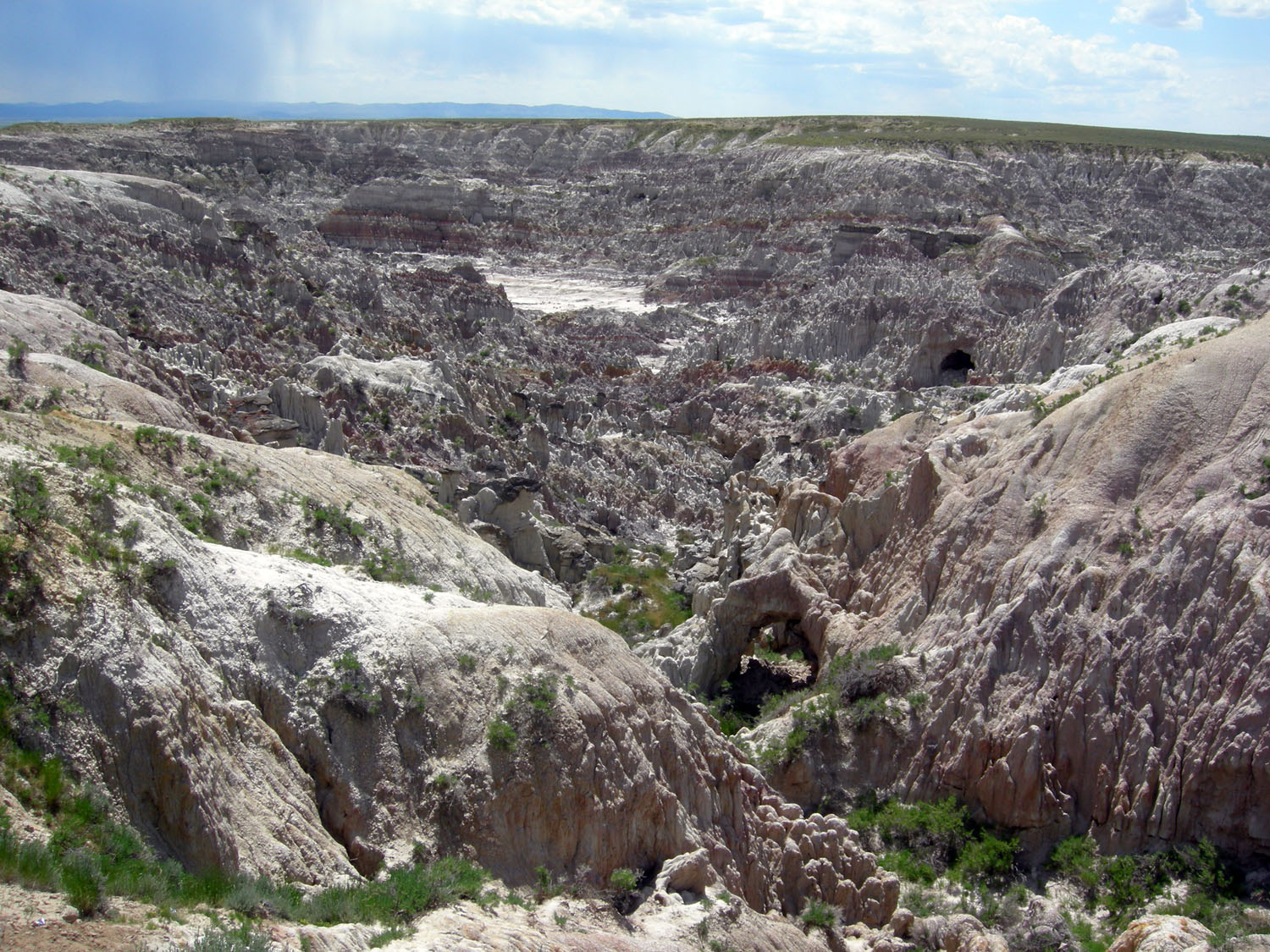
Die Badlands von Hell’s Half Acre. Hier wurden einige Szenen des Films gedreht.

Der Vorsitzende des in Genf zusammengetretenen Weltrates erklärt, die menschliche Zivilisation, und nicht Insekten, seien die unbestrittenen Herrscher der Galaxie und müssten dies auch bleiben. Anschließend startet die Großinvasion auf Klendathu. Die im Orbit befindliche Föderationsflotte wird durch Projektile der „Bugs“ teils zerstört, und auch Carmens Schiff wird getroffen. Rico und Dizzy erleben ihren ersten Kampfeinsatz auf dem Boden, der im stürmischen Hurra-Stil beginnt und mit einer katastrophalen Niederlage für die Menschen endet. 
Die leichtverletzte Carmen besucht ein von zahlreichen Verwundeten belegtes Weltraum-Lazarett und sieht dort Rico unter den 308.563 Verlusten als getötet ausgewiesen. Tatsächlich überlebt dieser aber schwer verwundet. Nach seiner Genesung werden Dizzy, Rico und ihr Freund Ace zu einer neuen Einheit versetzt, den Roughnecks. Das Kommando hat ihr ehemaliger Lehrer Rasczak. Rico bewährt sich abermals und wird zum Sergeant befördert. Rico und Dizzy kommen sich nun doch noch näher.
Am nächsten Tag gerät ihr Zug in einen Hinterhalt. Als Rasczak im Kampf beide Beine verliert, erschießt Rico ihn auf dessen Bitte hin. In letzter Sekunde evakuiert eine Landefähre, die von Carmen und Zander gesteuert wird, die Überlebenden. Carmen stellt dadurch fest, dass Rico doch noch am Leben ist. Dizzy wurde aber tödlich verletzt und stirbt in Ricos Armen. 
Auf dem Raumschiff „Rodger Young“ wird Dizzys Leichnam mit militärischen Ehren im All beigesetzt. Carl Jenkins, der inzwischen Colonel im Geheimdienst ist, eröffnet Rico und Carmen, dass der Hinterhalt erwartet und die Einheit bewusst auf eine wohl aussichtslose Mission geschickt wurde. Die Führung der Streitkräfte vermutet auf dem Planeten einen „Brain Bug“, einen intelligenten Anführer der Arachnoiden. Diesen wolle man sich holen. Carl befördert Rico zum Lieutenant; er ist nun, als Rasczaks Nachfolger, Anführer der Roughnecks.
Während des folgenden Großangriffs auf „Planet P“ wird die „Rodger Young“ zerstört. Carmen und Zander können sich in einer Rettungskapsel retten, stranden in einer Höhle und werden von den „Bugs“ gefangen genommen. Der „Brain Bug“ saugt Zander mit einem Stachel das Gehirn heraus. Als er dies auch mit Carmen tun will, kann sie mit einem versteckten Messer den Stachel abhacken. Rico, der sich mit seiner Einheit auf der Planetenoberfläche befindet, erhält von Carl einen telepathischen Hinweis auf Carmens Standort. Er begibt sich mit Freiwilligen in die Höhle und befreit Carmen. Der „Brain Bug“ flieht. Rico und Carmen ziehen sich zurück und finden einen Weg aus dem Höhlensystem. Als sie dieses verlassen, wird der „Brain Bug“ gerade von einer großen Zahl Soldaten mit einem Netz aus seiner Höhle gezogen – Ricos ehemaliger Ausbilder Zim hat den Bug gefangen. Zim hat sich vom Ausbilder zum einfachen Soldaten degradieren lassen, um an der Front kämpfen zu können. Carl untersucht den Alien und stellt durch Handauflegen fest, dass dieser sich fürchtet. Die Soldaten jubeln.
Schließlich berichtet der interaktive Weltkanal, wie Wissenschaftler dem „Brain Bug“ metergroße Spritzen in den Körper rammen. Man müsse die Bugs verstehen, um gegen sie zu siegen. Man habe nun die Schiffe und die Waffen, aber man brauche mehr Soldaten. Daraufhin wird Carmen gezeigt, die nun Kapitänin ihres eigenen Schiffes ist und auch Rico, der seine Soldaten lautstark antreibt, und sie rennend zu einem Landetransporter führt.

## Produktionsgeschichte

### Absichten und Ideen der Produzenten
Die Autoren des Films wie Edward Neumeier produzierten bereits die satirische Dystopie RoboCop aus dem Jahr 1987. Der Film beschäftigt sich mit der kritischen Behauptung, dass alle Actionfilme von Natur aus faschistisch sind. Die im Film eingebaute Ironie wurde eingesetzt, um das ursprüngliche Narrativ des Romans zu kontern, womit der Film den Stoff parodiert. Einiges an Bildsprache sei daher von Nationalsozialistischer Propaganda entliehen worden, weshalb manche dem Film Nazismus unterstellten. Er sei aber gemacht worden, um die Kritik an der US-Politik spielend zu zeigen und nicht frontalunterrichtend. Nach Einschätzung von Lee Adams wurde Verhoevens Film in einer Ära herausgebracht, als Hollywood dumpfe Pro-US-Actionfilme wie Independence Day hervorbrachte, welche durch Starship Troopers lächerlich gemacht werden sollten.
Weil man die Rechte für Starship Troopers erst im letzten Moment erwerben konnte, sollte der Film ursprünglich Bug Hunt at Outpost Nine heißen. Der Film weist markante Unterschiede zum Hauptwerk auf, was notwendig war, um einem Rechtsstreit keine Grundlage zu bieten.

### Unterschiede zum Roman

#### Hintergründe
Robert A. Heinleins Roman Starship Troopers von 1959 kann nur lose als Filmgrundlage betrachtet werden, da der Film aus der Zeit nach dem Kalten Krieg die Buchvorlage aus der Zeit vor der Höhephase des Kalten Krieges mit antimilitaristischen Untertönen parodiert.
Verhoeven wollte laut eigener Aussage einen offenen Kampf mit dem Buch führen, da dieses von ihm und von anderen Kritikern als militaristisch und faschistisch rezipiert wird. Die Schaffung dieses „politisch inkorrekten“ Films sei vor allem möglich gewesen, weil sich damals bei Sony/TriStar Pictures niemand das tägliche Material anschauen konnte, weil die Führung so oft ausgetauscht wurde, dass diese nie genug Zeit dafür hatte.

#### Inhaltliches
Wie im Roman wird auch im Film die Militärkarriere Johnny Ricos beschrieben, allerdings nicht in der Darstellung eines Bildungs- und Entwicklungsromans. Die Unterschiede sind zahlreich: beispielsweise ist Juan Rico im Film aus Argentinien statt von den Philippinen. Er tritt im Film dem Militär wegen Carmen bei, und nicht um es wie im Buch seinem besten Freund Carl gleichzutun, da sie seit ihrer Kindheit alles zusammen machten. Im Buch verstirbt seine Mutter, aber nicht der Vater, bei der Zerstörung von Buenos Aires, welches nicht durch den Einschlag eines Meteors, sondern durch einen Angriff der Arachnoidenflotte vernichtet wird. Der Vater, der im Buch selbst nie gedient hat und Juan wegen seines Eintritts verstieß, wird deshalb selbst Soldat und trifft auf seinen Sohn, der zunächst davon ausgegangen ist, beide Eltern verloren zu haben. Dizzy Flores ist im Buch nicht etwa eine Mitschülerin und spätere Kameradin und Geliebte Ricos, sondern ein männlicher Kamerad, der schon im ersten geschilderten Kampfeinsatz stirbt. 
Sein Lehrer ist nicht Rasczak, sondern Jean V. Dubois, ein pensionierter Colonel, und taucht später nicht mehr persönlich auf, nur mehr in einem Brief, den er Rico während dessen Ausbildung schreibt. Von 2009 Männern des erweiterten Trainings schlossen 187 ab und 14 starben während der Ausbildung, während der Film zahlreiche Soldaten kennt, ein Soldat durch einen Unfall starb und eine andere, die Unfallverursacherin, das Training verlassen musste. Das der Gesellschaft zugrunde liegende System von Recht und Justiz wird im Buch ausführlich und nicht bloß oberflächlich dargestellt, was bedeutet, dass dieses System über demütigende Körperstrafen für Soldaten, ein bürokratisches Zweiklassensystem bei den Bürgerrechten und die Überwindung einer chaotischen Demokratie, die durch „Sozialwissenschaftler“ zugrunde gerichtet wurde, im Buch noch weiter hinausgeht. Ricos Werdegang zum Offizier wird weit ausführlicher geschildert, er besucht auch eine Offiziersschule und wird zu einer anderen Einheit, den „Blackstone’s Blackguards“, versetzt, mit denen er gegen die Bugs kämpft (und nicht mit den Raunacken, bei diesen ist er erst wieder ganz am Schluss des Buches). Und er kämpft auch nicht nur gegen die Bugs, sondern im Lauf seiner Karriere gegen viele verschiedene Alienvölker auf vielen Planeten. Deren Vegetation, Gravitation und Atmosphäre ist ebenfalls unterschiedlich und nicht erdähnlich.

### Inhaltsänderungen durch die Synchronisation
In der deutschen Synchronisation wurden mehrere Textstellen inhaltlich verändert. Der Charakter der Dialoge änderte sich dadurch von einer reaktionären, antidemokratischen, antiprogressiven Gesellschaftsdoktrin einer Zweiklassengesellschaft hin zu einer einfachen Militärdoktrin zur Abwehr einer Invasion, wie sie beispielsweise der Bundeswehr entspricht. Die folgende Passage, Teil des Vortrags von Rasczak in einer Unterrichtsstunde,

“This year we explored the failure of democracy, how the social scientists brought our world to the brink of chaos. We talked about the veterans, how they took control and imposed the stability that has lasted for generations since.”

„Dieses Jahr erforschten wir das Scheitern der Demokratie, wie die Sozialwissenschaftler unsere Welt an den Rand des Chaos brachten. Wir sprachen über die Veteranen, wie sie die Kontrolle übernahmen und die Stabilität erzwangen, die mittlerweile seit Generationen anhält.“

wurde geändert in:

„Unser Thema war dieses Jahr die politische Entwicklung seit der Jahrtausendwende und wie Außerirdische diese Entwicklung beeinflusst haben. Wir sprachen über die Bugs, wie sie die Erde angriffen und Tausenden unserer Vorfahren den Tod brachten.“

Dem Zitat folgende Aussage in der Originalfassung des Films ist, dass Veteranen als Bürger gelten, weil sie den Militärdienst geleistet haben und deshalb wählen dürfen, nicht als Belohnung für ihren Dienst, da ein geschenktes Privileg keinen Wert besitze, sondern weil die Ausübung einer politischen Autorität mit der Anwendung von Gewalt gleichzusetzen wäre. Die Autorität der Gewalt spreche für alle anderen. Der Behauptung, Gewalt würde nichts nützen, wird entgegengesetzt, dass die Stadtväter von Hiroshima der Behauptung nicht mehr widersprechen könnten, da sie durch die Zerstörung der Stadt gestorben seien. Der Unterschied zwischen einem Bürger und einem Zivilisten sei, dass ersterer persönliche Verantwortung für das Gemeinwesen übernehme und es mit seinem Leben verteidigt, letzterer nicht.
Die deutsche Übersetzung wandelt die Aussage dahin ab, dass die Wichtigkeit des Militärdienstes im Pflichtbewusstsein liege und es keine belohnende Auszeichnung nur wegen Ableistung des Dienstes gebe, so gehe es um den Dienst an der Sicherheit der Erde durch Gewalt, denn nackte Gewalt hege die Bugs ein. Washington sei in einem ersten Krieg gegen die Bugs nämlich zerstört worden. Man habe die Bugs zurückgeschlagen und die Menschheit gerettet. Menschen, die das vergäßen, würden immer dafür bezahlen. Der Unterschied zwischen einem Soldaten und Zivilisten sei, dass erster die Erde in persönlicher Verantwortung mit dem Leben verteidige, letzterer nicht.

## Nachwirkung

### Indizierung in Deutschland, gekürzte Version
Im Jahre 1999 setzte die Bundesprüfstelle für jugendgefährdende Schriften den Film über ein Jahr nach Erscheinen in Deutschland aufgrund der Gewaltdarstellungen und des von ihr trotz der Änderungen an den Dialogen als pro-militaristisch interpretierten Inhalts auf den Index. Nach Ansicht der Bundesprüfstelle spielten die satirischen Elemente nur eine untergeordnete Rolle. Der Film sei daher verrohend und geeignet gewesen, Kinder und Jugendliche sozialethisch zu desorientieren. Er durfte daher nicht mehr öffentlich beworben und frei verkauft werden.
Es folgte eine deutsche TV-Version, die insbesondere die expliziten Gewaltszenen herauskürzte. Die militaristischen – wenn auch nicht gewalttätigen – Inhalte blieben dagegen vollständig erhalten. Kritiker der Schnittfassung merken an, dass dadurch der Bezug des Films verändert wurde und die verbliebene Gewalt sogar affirmativer und weniger satirisch gebrochen dargestellt wird.
Im Jahr 2017 wurde die Indizierung von der Bundesprüfstelle aufgehoben und der Film im August 2017 in der ungekürzten Fassung von der Freiwillige Selbstkontrolle der Filmwirtschaft ab 16 Jahren freigegeben.

### Sonstiges
- Das Budget des Filmes betrug 105 Mio. US-Dollar.[9] Das Einspielergebnis für das Jahr 1997 betrug etwa 121 Mio. US-Dollar, wobei besonders hervorzuheben ist, dass ein Großteil außerhalb der USA erzielt wurde.
- The Washington Post warnte vor dem Film, dass er von zwei Neo-Nazis produziert worden sei, und half durch Rufmord mit, die Verbreitung zu verhindern. Er verlor 50 % der Zuschauer in der zweiten Woche, was zu dieser Zeit beispiellos war.
- Das Erscheinungsdatum lag zwischen mehreren Blockbustern, darunter Titanic (1997).
- Zum Film erschien zusätzlich der Roman in einer Neuauflage im Bastei-Lübbe-Verlag mit dem Titel Starship Troopers – Der Roman zum Film von Paul Verhoeven; ISBN 978-3-404-14159-3.
- Die Effekte stammen größtenteils von Industrial Light & Magic; insgesamt waren drei Animationsfirmen eingebunden.
- Der Soundtrack zum Film erschien am 3. November 1997. Diesen komponierte Basil Poledouris, der bereits bei Flesh and Blood (1985) und RoboCop (1987) mit Regisseur Paul Verhoeven zusammenarbeitete.
- Der Drehbuchautor Edward Neumeier übernimmt im Film die Rolle eines kurz zu sehenden Straftäters, der verurteilt und gehängt wird.
- Die Tochter von Komponist Basil Poledouris, Zoë Poledouris, steuerte das Lied Into It zum Film bei. Sie ist im Film kurz als Sängerin zu sehen. Des Weiteren ist der Song I have not been to Oxford Town von David Bowie in abgeänderter Version zu hören.
- In dem Song Decypher von Velvet Acid Christ werden Zitate des Films eingespielt.
- Als Drehort für die Kampfszenen diente Hell’s Half Acre im US-Bundesstaat Wyoming.

### Rezeption
Der Film hat 7,3 von 10 Punkten auf IMDb.

„[…] Starship Troopers ist der Brutalo-Western unter den Insektenfilmen […] reinster Kriegsfilm, ohne Moral, ohne Skrupel. Ein Film mit Käfern statt Krauts, der uns brüllen läßt [sic]: Kill the bugs! Fazit: Zwei Stunden gute, dreckige Unterhaltung.“

Fans des Originalwerks kritisierten Verhoeven, weil Heinleins sozio-politische militärische Philosophie durch geistlose Schlachten mit Bugs ersetzt worden seien. Die Militärkultur wird trivialisiert, die Soldaten aufreizend schön gemacht, sauber auch nach dem Kampf und startbereit für eine anschließende Party.
Laut Spiegel stelle der Film die glorifizierten, im Hurrah-Stil kämpfenden Marines der einen Weltregierung und das verbundene Blutvergießen satirisch dar. Sie sind zudem nur leicht bewaffnet, konventionell ausgerüstet und genderneutral/divers, da Frauen mit Männern kämpfen und duschen, aber keine sexuelle Spannung untereinander aufgebaut wird. Der Film zeichnet lediglich Jugendfilmelemente durch ein klassisches Liebesdreieck der Schulzeit. Die Darstellung der Soldaten erfolgt in futuristisch anmutenden Uniformen, die praktisch aber keinen ausreichenden Schutz gegen die rohe Kampfgewalt der Bugs gewährleisten.

„Starship Troopers wirft mit faschistischer Symbolik, hetzerischen Parolen und glorifizierendem Militarismus um sich. Unterstrichen wird das Ganze von einem auf den pathetischen Punkt gebrachten Bombastscore, der sich vor allem durch gnadenlose Distanzlosigkeit auszeichnet. Die Satire des Films liegt eindeutig in der Überzeichnung all dieser Punkte. […] Zu leicht kann der Film missverstanden werden, was dazu führt, dass der Zuschauer sich lediglich an einem bombastischen Actionfilm, vollgepackt mit exzellenten Effekten, erfreut und die Doppeldeutigkeit nicht erfassen kann. […] Solange Hollywood einen patriotischen 08/15-Actioner nach dem anderen produziert, sind Werke, die solches Gedankengut genüsslich ad absurdum führen, nicht nur angebracht, sondern auch erwünscht.“

„Ein mit technischer Perfektion im effektvollen Hochglanzstil von Werbespots und Magazin-Covers inszenierter Science-Fiction-Film, der nicht nur äußerst gewalttätig ist, sondern auch der Glorifizierung des Militarismus und der Verbreitung faschistischen Gedankenguts Vorschub leistet.“

„Zum Glück gelang es dem Niederländer Paul Verhoeven […] die faschistoiden Tendenzen der Romanvorlage mit einfachsten Mitteln – etwa die dämlichen Bodentruppen, die freiwillig in den Tod stürmen – ihrer ganzen Lächerlichkeit preiszugeben. So ist das Ergebnis ein netter Splatter-Spaß mit hervorragender Computer-Animation.“

### Auszeichnungen und Nominierungen
Starship Troopers gewann beim Academy of Science Fiction, Fantasy & Horror Films Award 1998 die Preise Best Costumes und Best Special Effects und war zusätzlich in den Kategorien Best Director, Best Science Fiction Film und Best Writer nominiert.
Weitere Nominierungen waren Best Visual Effects (Oscarverleihung 1998), Favorite Female Newcomer und Favorite Male Newcomer (Blockbuster Entertainment Award 1998), Best Dramatic Presentation (Hugo Award 1998), Best Action Sequence (MTV Movie Awards 1998), Best Sound Editing – Dialogue & ADR und Best Sound Editing – Sound Effects & Foley (Motion Picture Sound Editors 1998), Best Motion Picture – Animated or Mixed Media und Outstanding Visual Effects (Satellite Awards 1998) sowie Best Use of Animation as a Special FX in a Theatrical (World Animation Celebration 1998).

### Fortsetzungsreihe
Die Verfilmung von Starship Troopers setzte den Startpunkt für eine ganze Reihe an Fortsetzungen und Erweiterungen des Franchise.
Starship Troopers: Dominant Species war August 1998 schon die vierte und vierteilige Dark Horse Comic-Reihe, die auf dem Film basiert, gilt jedoch als Fortsetzung, da die anderen drei Teile vor Filmstart herauskamen. Das dreiteilige Starship Troopers: Insect Touch im Mai 1997, Brute Creations im Oktober und The Official Movie Adaption zweiteilig mit Filmstart im November.
Starship Troopers: Battlespace von Mythic Entertainment war von 1998 bis 2001 ein reiner Multiplayer-Space-Shooter, bei dem es fünf Arenen mit unterschiedlichen Zielen gab. Beide Seiten hatten stets fünf Schiffsklassen zur Auswahl, mussten Einheiten sammeln, absetzen und sich reparieren, wiederbewaffnen und absichern, um zu Erfolg zu kommen. Spieler konnten sich zu Gilden zusammenschließen.
Mitte 1999 folgte die Animationsfernsehserie Starship Troopers mit Alternativnamen Starship Troopers Chronicles, die thematisch bei den Filmaussagen bleibt. Sie stützt sich auf Einsatzgruppen und Missionen der Filmhandlung, auf die es sich anstatt des allgemeinen Krieges auch konzentriert, aber behandelt wesentlich mehr Elemente aus dem Ursprungsroman. Aus demselben Studio wie der Film kommend, war die Produktion und Vertrieb problematisch und mit Mängeln, sodass wegen Fehlplanung der Stop kam.
Starship Troopers: Terran Ascendancy von 2000 ist ein Echtzeitstrategiespiel, ohne Basisbau und Rekrutierungsmöglichkeit. Die vorgegebenen Einheiten leveln bei Überleben im Rang, der Spieler verbessert Ausrüstung und Waffen. Das Spiel fügt Inhalte des Romans Filminhalten hinzu, wie etwa den Marauder.
Im Jahr 2004 erschien eine Fortsetzung mit dem Titel Starship Troopers 2: Held der Föderation unter der Regie von Phil Tippett. Es war eine Direct-to-Video-Produktion und als reiner Splatterfilm mit neuen Charakteren ausgelegt, bei dem es um das Überleben geht und nur gegen Ende satirischen Bezug zur Föderation und ihrer Helden nimmt. Er wurde auf DVD und Video veröffentlicht. Im TV wurde eine um fast drei Minuten gekürzte Fassung ausgestrahlt. Im Dezember 2004 bekam die ungekürzte Fassung ein SPIO/JK-Siegel und wurde indiziert. Die BPjM strich den Film davon im Juli 2019. Im April 2019 erschien bereits die BluRay.
2005 folgte als Computerspiel Starship Troopers und basiert auf der Welt der beiden bis dato erschienenen Filmen und zeigt die Marauder als eine Elitetruppe der mobilen Infanterie.
Starship Troopers: Roughnecks aus 2007 war ein klassischer 2D-Shooter für Mobiltelefone, bei dem primär Bugs abgewehrt werden müssen, während es Missionen gibt, die um Eskorte, Rettungen oder S&D handeln.
2008 erschien die zweite Filmfortsetzung mit Titel Starship Troopers 3: Marauder ebenfalls als Direct-to-Video-Produktion. Regie führte Edward Neumeier, der für die ersten beiden Teile das Drehbuch verfasst hatte. Hauptcharakter ist Johny Rico und orientiert sich thematisch am ersten Teil, nimmt jedoch stattdessen Bezüge zum Vietnamkrieg und auch dessen Berichterstattung auf. Zudem behandelt es das Verbot von Religion wegen der negativen Einflüsse auf den Krieg, aber auch das Anbeten falscher Götter, die als kontrollierende Instanz der Brainbugs funktionieren.
Im Juli 2012 erschien ein computeranimierter Spielfilm von Shinji Aramaki mit dem Titel Starship Troopers: Invasion. Ed Neumeier und Casper Van Dien waren als Executive Producer beteiligt, hielten sich jedoch abseits der Beratung zurück. Die überlebenden Hauptcharaktere aus dem ersten Film kehrten zurück und der Film fokussiert sich auf die animierte Darstellung von Kampfszenen und Soldatensprüchen. Dem Film folgte das Handyspiel Starship Troopers: Invasion - Mobile Infantry, das als Vorgänger des Films dient und Referenzen zum Roman einbaut.
Zum 20-jährigen Jubiläum des Kultfilms wurde im Juni 2017 Starship Troopers: Traitor Of Mars als Fortsetzung des computeranimierten Films angekündigt. Ohne wesentliche Änderung des Teams produziert und von Ed Neumeier geschrieben, erschien der Film am 21. August 2017 in den US-Kinos, jedoch nur für diesen Tag in 500 über das Land verteilten, ausgewählten Theatern mit einer Einleitung durch Neumeier und Van Dien. Der Film orientiert sich am modernen Klassiker und Kultfilm aus 1997, hat als Animationsfilm aber einen anderen, wenig realen Stil. Die Geschichte von Rico wird weitererzählt. Die von sich selbst eingenommene, aber junge, weibliche Vorsitzende der Föderation will die populärste Person des Universums in ihrem Verständnis von Führungskraft sein und wünscht die Zerstörung des Bug infiltrierten Mars, um ihre Beliebtheitswerte zu stabilisieren.
Im Jahr 2022, 25 Jahre nach Filmstart, folgte erneut ein Computerspiel mit Starship Troopers: Terran Command. Es spielt zeitlich nach dem Film, verzichtet jedoch auf die bekannten Protagonisten. Vom Spieler wird erwartet, abermals als Teil der mobilen Infanterie, und trotz des entmutigenden Widerstands der Arachnoiden, weiterzumarschieren, damit die menschliche Zivilisation und nicht die der Insekten die Galaxie dominieren.

### Einflüsse
Während dem Buch faschistische und militaristische Tendenzen und dem Autor Kriegshetzerei unterstellt wurde, ist der Stoff durch die Verfilmung in weiteren Kreisen der Popkultur populär geworden. Die Einflüsse reichten in die Dekaden später erschienenen First-Person-Shooter und die Echtzeit-Strategiespiele, aber auch in andere Filme und Serien hinein. Die ursprünglichen Soldaten und Charaktere der Space Marines, wie zum Beispiel aus der Alien-Filmreihe und dem entsprechenden Franchise, basierten auf Heinleins Werk.
Im Unterschied zum Buch wird die Mobile Infanterie im Film nicht als Eliteeinheit dargestellt, sondern zeitgenössisch als schießgeil wahrgenommene Space Marines einer diversen Weltregierung. Dadurch wurde der Stoff erneut populär, was in damals zeitgenössische Spiele und Filme des Genres einwirkte.
Serien wie Stargate SG-1 und Babylon 5 nehmen Bezug auf den Stoff. Das Spiel StarCraft hat ebenfalls den Military-Science-Fiction-Hintergrund einer zentralen, terranischen Konföderation, die unter anderem im Krieg mit insektoiden Aliens liegt. Der Spieler kann allerdings für eine Spielrunde zwischen den Terranern und den Alien-Völkern wählen.
Das Intro des Computerspiels Quake 4 aus 2005 ist an die Landeoperation auf Klendathu angelehnt.
Helldivers und der Nachfolger Helldivers 2 sind Indie-Spiele von Arrowhead Game Studios, die nicht nur direkt von dem Film Starship Troopers in der Rahmenhandlung inspiriert und beeinflusst sind, sondern ebenfalls eine Gelenkte Demokratie, sowie einen menschlich besiedelten Teil der Galaxie mit der Erde im Zentrum (genannt Übererde) satirisch darstellt, wo der Kampf mehr ein Glaubensbekenntnis als ein Mittel zum Sieg sei. In dem Spiel wird unter anderem gegen „Bugs“ gekämpft, die eigentlich Terminiden genannt werden, aber durch ihren Zerfall Erdöl produzieren; einen Rohstoff, den es auf Übererde nicht mehr gibt. Das Spiel kennt Eigenbeschuss und das Töten der Terminiden bringt keine Punkte, sodass das Spiel dem Leben in seiner Gesamtheit keinen Wert beimisst.
Referenzen und Parodien auf Starship Troopers stützen sich vor allem auf den bereits ironisierten Stoff des Films, statt auf den unironischen Ton der Buchvorlage.